# Burlington (Michigan)
Burlington é uma vila localizada no estado americano de Michigan, no Condado de Calhoun.

## Demografia
Segundo o censo americano de 2000, a sua população era de 405 habitantes. 
Em 2006, foi estimada uma população de 392, um decréscimo de 13 (-3.2%).

## Geografia
De acordo com o United States Census Bureau tem uma área de 
1,9 km², dos quais 1,9 km² cobertos por terra e 0,0 km² cobertos por água. Burlington localiza-se a aproximadamente 285 m acima do nível do mar.

## Localidades na vizinhança
O diagrama seguinte representa as localidades num raio de 20 km ao redor de Burlington. 